# Кафрин (область)
Кафри́н (фр. Kaffrine) — область в Сенегалі. Адміністративний центр - місто Кафрин. Площа - 11 853 км², населення - 509 600 чоловік (2010 рік).

## Географія

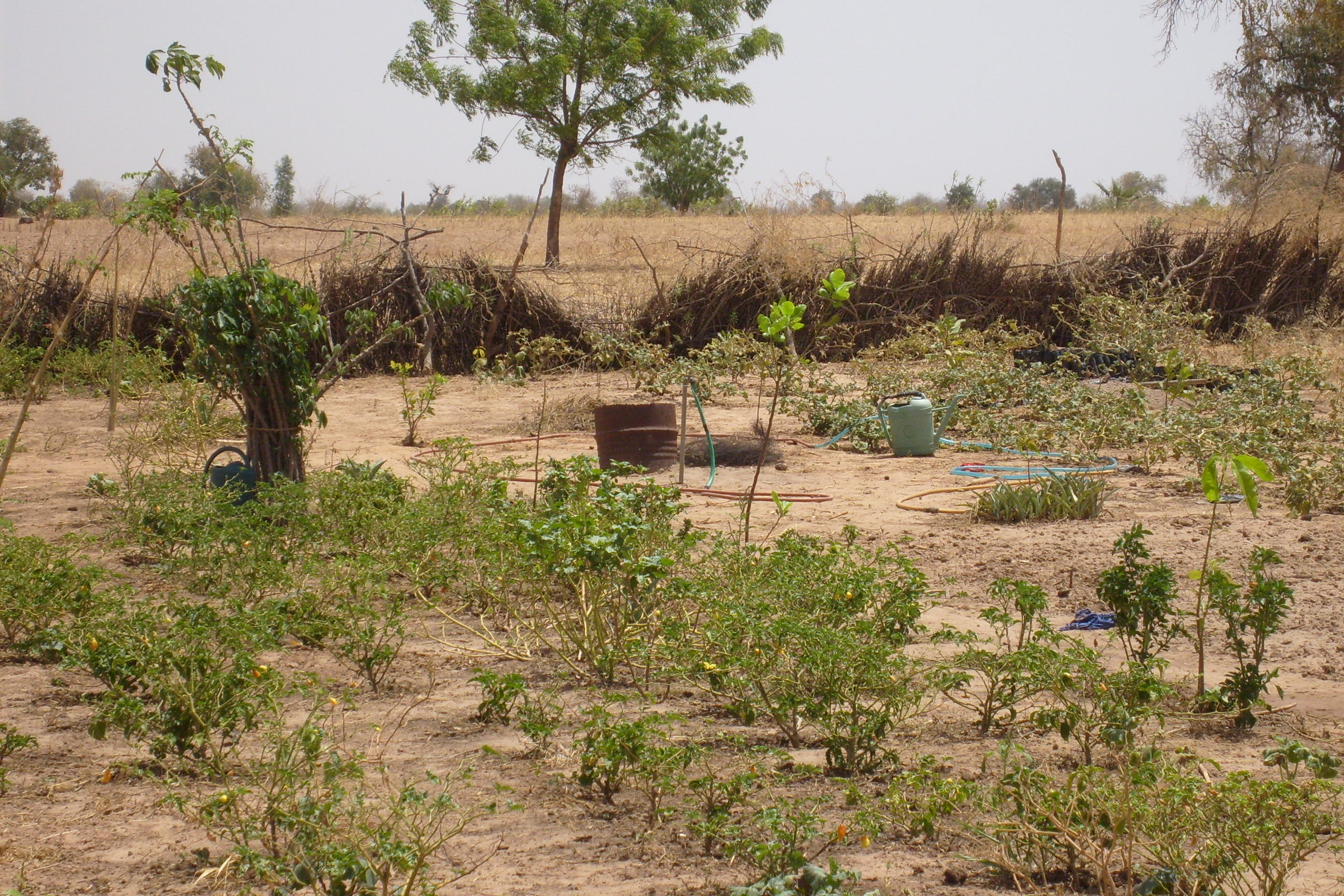
агромеліорація в Кафрині

На заході межує з областю Каолак, на північному заході з областями Фатік та Діурбель, на півночі з областю Луга, на північному сході з областю Матам, на сході з областю Тамбакунда, на півдні з Гамбією. Територією області зі сходу на захід протікає річка Салум.
Область була утворена в 2008 році зі східних районів області Каолак і розташована в центральній частині країни.

## Адміністративний поділ
Адміністративно область поділяється на 4 департаменти:

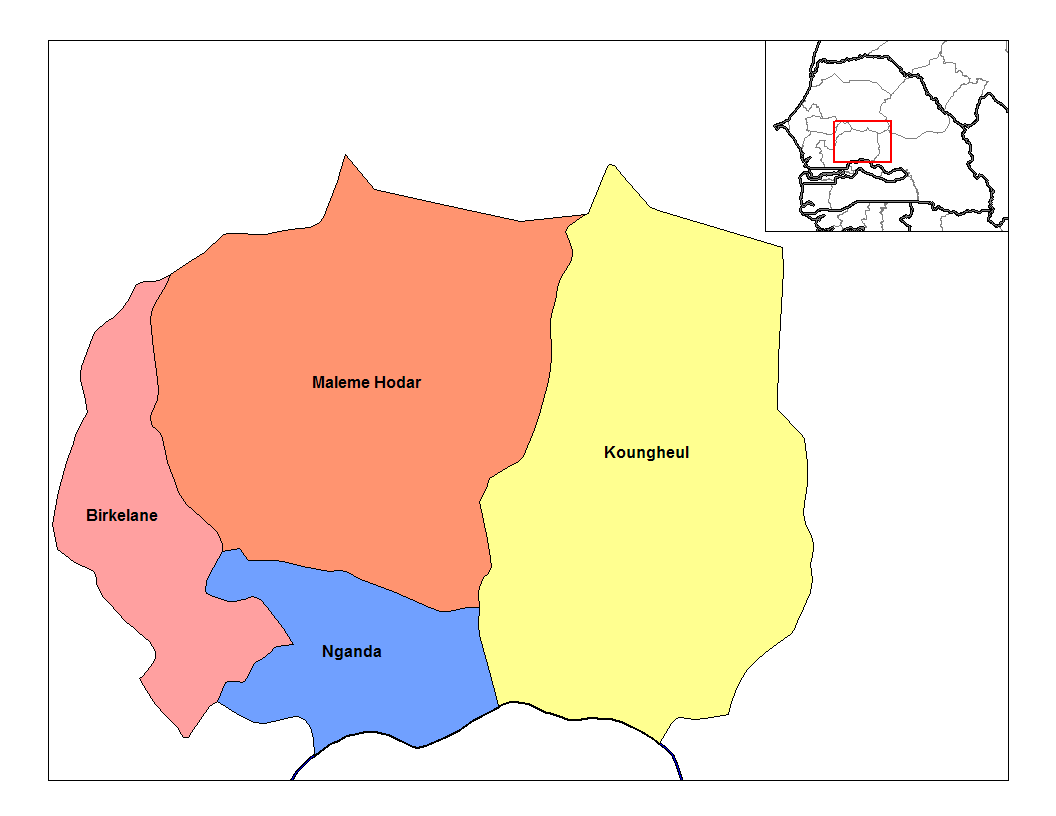
Департаменти області

- Біркліане
- Кафрин
- Кунгель
- Малем-Годар